# Martin Baran
Martin Baran (ur. 3 stycznia 1988 w Preszowie) – słowacki piłkarz występujący na pozycji obrońcy w klubie FK Železiarne Podbrezová.

## Kariera klubowa
Baran jest wychowankiem Tatrana Preszów. Występował w jego barwach w latach 2006−2009, z krótkim okresem wypożyczenia do LAFC Lučenec. Następnie przeszedł do Kasımpaşy, w której rozegrał sześć meczów w tureckiej Süper Lig. W 2010 roku Słowak postanowił powrócić do Preszowa. Na początku 2012 roku został zawodnikiem Polonii Bytom, występując dla niej w 29 spotkaniach. 31 stycznia 2013 roku podpisał kontrakt z Polonią Warszawa.
9 lipca 2013 roku wstąpił w szeregi Jagiellonii Białystok, której z przerwą na wypożyczenie do I-ligowych Wigier Suwałki był zawodnikiem do 2016 roku.
W lipcu 2016 roku Baran podpisał roczny kontrakt ze spadkowiczem z Ekstraklasy Podbeskidziem. Następnie grał w Odrze Opole, a w 2018 przeszedł do FK Železiarne Podbrezová. Od rundy wiosennej sezonu 2018/2019 występuje w 3 ligowym Podhalu Nowy Targ.

## Reprezentacja
Baran rozegrał osiem meczów w reprezentacji Słowacji U-21 w latach 2009−2010.